# GRAND CROSS LEGEND
『GRAND CROSS LEGEND』（グランドクロス・レジェンド）は、2019年3月1日に稼働を開始したコナミアミューズメントのメダルゲームである。GRAND CROSS シリーズ5作目。

## 概要
16ステーション・最大32人まで同時にプレイ可能な大型プッシャーゲームである。直径約6.4m・高さ約3.8m（旗付き）と、シリーズ過去作の「GRAND CROSS」および「GRAND CROSS PREMIUM」と同様に業務用のメダルゲーム機としては類を見ない大きさで、プッシャーマシンとしては世界最大級の筐体サイズである。
KONAMIアミューズメントのネットワークサービス、e-AMUSEMENTに対応している。シリーズ過去作と同様にジャックポットやドラゴンロードなどの獲得枚数ランキングが集計される。
前作に引き続きe-AMUSEMENT PASS、Amusement IC対応カードにも対応し、ジャックポットやドラゴンロードの獲得履歴などの各種データの閲覧や称号、音量調整、光力調整などが各ステーションで可能。さらに、前作「DREAMSPHERE」に引き続き、バンクからのメダル転送が可能である（ミリオネット・バンク登録必須）。
アップデートの方式は店舗によって異なり、16st中4stはLEGENDと言うお店もあれば16st中8stがLEGENDという店舗もあり、中には16st全てLEGENDという店舗もある（スタンダード版とDX版もあり）。
なお、アップデートは4st単位で可能(STC抽選機1機+4stで1ブロックの為)。
前作(DREAMSPHERE、CHRONICLE)からの大きな変更点としては、JPを抽選する大きな抽選機に取り付けられている大型モニターが1台だったのが、大型モニターの左右に1台ずつ追加されて計3台のマルチモニターとなった。また、各JP値を左右のモニターに、配当を中央のモニターで表示するようになった。また、アドレサブルLEDの装飾により豪華になった。
今作はゾーンが登場し、その状態に応じてサテライトチャレンジやジャックポットチャンス(JPC)の仕様が変化する。サテライト抽選機は全部で10穴ある。このうちJPCポケットは、ゾーンなしの場合はDREAMSPHERE・PREMIUM・PLUSと同じ1穴である。また、ICE、WIND、THUNDER、FIREのいずれかのゾーンの場合は対応するカラーポケットがJPCポケットに変化するため、CHRONICLEと同じ2穴である。さらに、LEGENDゾーンの場合は全てのカラーポケットがJPCポケットに変化するため、5穴である。JPCでは、ゾーンによって配当や演出が異なっている。そしてJPを獲得したときに先述の5つのゾーンのいずれかの状態であった場合は、獲得したJP配当が上乗せされる。上乗せ枚数は100 - 10000枚（しかし、店舗により変更可能）であり、シリーズ初の万枚JPが可能となった(なお、店舗設定と当選時の状況次第では2万枚超えも可能に)。そして、今作では、777のスロット配当が前作（『グランドクロスクロニクル』）までは、ダイレクトスペシャルサテライトチャレンジだったものが、ダイレクトジャックポットチャンスへ変更され、かつ、通常時の7図柄テンパイ時はSPリーチ演出(キャラ演出系)発展で高確率で当たる(女神リーチ発展時のみ777確定)ようになった。なお、ドリームスフィア同様SSS（ダイレクトサテライトチャレンジ）はない。また、ドラゴンロード（過去作のプレミアムモードに相当）は確変時にも図柄として出る他JPチャンスの配当、BIGスロット/ルーレットにもある（BIGルーレットはスーパーのみ）。ドラゴンロードはいわば超確変。ゴールボーナスで継続抽選。終了を引くまで継続（継続率は通常は40%、スーパーは70%）。
また、2019年5月24日以降のアップデートにより、マイページが追加され、jpムービーにも改良が行われた。

## アップデート情報
1. 2019年3月 ★稼働開始。
2. 2019年4月29日 ★通常BGM（ホルベアの時代から、Song of Life※Premiumからの復活、With You※CHRONICLEとは別バージョン、Caring Dance）4曲追加。
3. 2019年5月24日 ★マイページ機能を追加。★ 通常BGM（くるみ割り人形より第2曲行進曲、ボレロ※Plusとは別バージョン）2曲追加。
4. 2019年5月29日 ★称号コレクション、JPコレクション、ミリオネット（ミリオンJP、ミリオンBINGO）に対応。★ゲストムービー機能追加
5. 2019年6月6日？★JP獲得後の演出ムービーをゾーン毎に変更
6. 2019年7月10日★ランキング追加　★JPゲストムービーの改良　★JP払い出し時のステーションスピーカーからの　 BGM追加（音ズレ）
7. 2019年7月17日★JPコレクションムービーに6項目追加
8. 2020年1月30日★VSモード追加（一部店舗のみ）
9. 2020年5月24日★VSモード追加（ほとんどの店舗）
10. 2020年6月4日★あげあげボーナス追加（50周年記念祭から）
11. 2020年6月25日★JPコレクションムービー追加
12. 2020年7月9日★JPコレクションムービー追加
13. 2020年7月30日★JPコレクションムービー追加
14. 2020年10月15日★JPコレクションムービー追加
15. 2020年12月9日★JPコレクションムービー追加
16. 2020年12月16日★JPコレクションムービー追加（JPムービー リリーバージョン）
17. 2021年1月13日★JPコレクションムービー追加（JPムービー ブリッキーバージョン）
18. 2021年1月20日★JPコレクションムービー追加（JPムービー カーシーバージョン）
19. 2021年1月28日★JPコレクションムービー追加（JPムービー キングバージョン）

## JPコレクションムービー一覧
| No. | ムービー名                                                               | 追加日     | 必要LEGENDポイント |
| --- | ------------------------------------------------------------------------ | ---------- | ------------------ |
| １  | クイズマジックアカデミー天の学舎オープニング（クイズマジックアカデミー） | 2019.5.29  | 200                |
| 2   | 記憶の欠片（マジカルハロウィン3）                                        | 2019.5.29  | 500                |
| 3   | Twinkle Wonderland (BEMANI)                                              | 2019.5.29  | 1000               |
| 4   | 打打打打打打打打打打（BEMANI）                                           | 2019.5.29  | 2000               |
| 5   | GRADIUS 2012（BEMANI）                                                   | 2019.7.17  | 3000               |
| 6   | HORIZON (BEMANI 新規選曲)                                                | 2019.7.17  | 4000               |
| 7   | COOKIE BOUQUETS （BEMANI 新規選曲）                                      | 2019.7.17  | 5000               |
| 8   | サヨナラ・ヘヴン（BENAMI）                                               | 2019.7.17  | 6000               |
| 9   | 凛として咲く花の如く～ひなビタ♪edition～（BENAMI）                       | 2020.6.25  | 8000               |
| 10  | 繚乱ヒットチャート（BENAMI 新規選曲）                                    | 2020.6.25  | 10000              |
| 11  | 花吹雪（BENAMI 新規選曲）                                                | 2020.7.9   | 12000              |
| 12  | Harmonia（BENAMI 新規選曲）                                              | 2020.7.9   | 15000              |
| 13  | 明鏡止水（BENAMI 新規選曲）                                              | 2020.7.30  | 20000              |
| 14  | 朧（BENAMI）                                                             | 2020.7.30  | 25000              |
| 15  | リリーゼと炎龍レーヴァテイン（BENAMI）                                   | 2020.10.15 | 30000              |
| 16  | JOMANDA（BENAMI）                                                        | 2020.10.15 | 40000              |
| 17  | Raison d'etre ~交差する宿命~（BENAMI）                                   | 2020.12.9  | 50000              |
| 18  | Let's Get Away ~MYSTERY WORLD~ (GRAND CROSS 初代)                        | 2020.12.16 | 75000              |
| 19  | Let's Get Away ~STEAM WORLD~ (GRAND CROSS 初代)                          | 2021.1.13  | 100000             |
| 20  | Let's Get Away ~CASINO WORLD~ (GRAND CROSS 初代)                         | 2021.1.20  | 150000             |
| 21  | Let's Get Away ~ADVENTURE WORLD~ (GRAND CROSS 初代)                      | 2021.1.28  | 200000             |

## ゲームの流れ
レバーで投入位置を調節し、プッシャーフィールドにメダルを投入する（滑らせるだけでメダルを投入できる、独自のメダル投入口を採用している）。今作は前作と同様にクレジットを機械に貯留することもでき、レバーの近辺にあるL（R）ボタンを押すことでメダルを投入できる。
チェッカーにメダルが入るとスロットが回転する。最大10回転まで保留可能で、ステーション画面下にストックが表示される。ストックが一杯になった状態からさらにチェッカーにメダルが入ると、スロットでのメダル当選枚数がアップする（30枚→50枚→70枚→90枚→120枚）。ただし、チェッカーに入ったメダルは他の多くのプッシャーゲームとは異なり内部に回収されるので、それを考慮にいれる必要がある。

### スロットの当選役
222 / 444 / 666 / 888通常図柄、メダル払い出し（30〜120枚）。
111 / 333 / 555 / 999メダル払い出し（30〜120枚）、確率変動（以下、確変）に突入/継続。確変中は「チャンスウィング」が一定間隔毎に立ち上がり、チェッカーにメダルが入りやすくなる。回転回数がなくなるまで確変継続。
777直接JACKPOT CHANCEに突入。ゾーン中の場合はゾーンも適用される。
BALLノーマルボール払い出し。BALL CHANCE発生（後述）。
ELEMENTスペシャルボール払い出し。直接ZONE CHANCEに突入（後述）。ゾーン中の場合は当選しない。
DRAGON ROAD確変中のみ出現。揃うとDRAGON ROAD突入。
SUPER DRAGON ROADDRAGON ROAD中のみ出現。揃うとSUPER DRAGON ROADに突入。

### BALL CHANCE
スロットでボール図柄が揃うとボールチャンスが発生。ステーションの右側あるいは左側にあるクルーンで抽選を行い、ポケットに落ちた時にルーレットが停止、示された配当を獲得する。なお、ゾーン中の時とそうでない時では一部配当が変わる。

#### 配当
ノーマルルートボールがフィールド奥に払い出される。ゾーン中ではない場合、ELEMENTマスに変化する。
チャンスウィングボールがフィールド奥に払い出され、チャンスウィングが20秒間連続して作動する。
チャンスルートボールがフィールド手前に払い出される（過去作の「Lucky Pocket」に相当）。なお過去作のようにメダルは払い出されない。
ELEMENTゾーンでない時のみ出現。ノーマルボールはフィールド奥に払い出され、ZONE CHANCEに移行。
LV UPゾーン中のみ出現。ゾーンのレベルアップし、ボールはフィールド奥に払い出される。レベルが最大だった場合はノーマルルートとなる。
昇格ゾーン中のみ出現。表示されたゾーンに昇格し（基本ICE→WIND→THUNDER→FIREの順だが、まれにゾーンを飛び越えての昇格（ICE→THUNDERなど）や、LEGENDゾーンへ昇格が出現する場合がある）、ボールはフィールド奥に払い出される。ゾーンがLEGENDゾーンの時、あるいはFIREゾーンでLEGENDゾーン昇格が出なかった時、チャンスウィングとなる。
SPECIAL SATELLITE CHALLENGEスペシャルボールがレールからフィールド手前に落とされ、SPECIAL SATELLITE CHALLENGEに突入。ノーマルボールはフィールド奥に払い出される。SPECIAL SATELLITE CHALLENGE終了後、ゾーンは終了する。

## ゾーン
今作はゾーンが登場し、その状態に応じてサテライトチャレンジ(STC)やジャックポットチャンス(JPC)の配当などが変化する。

### ゾーンの種類
ICE初期値100枚、レベルアップ毎に50枚上昇し、最大値1000枚。滞在中はSTC時に青色のポケット入賞でもJPCに。
WIND初期値200枚、レベルアップ毎に100枚上昇し、最大値2000枚。滞在中はSTC時に緑色のポケット入賞でもJPCに。
THUNDER初期値300枚、レベルアップ毎に150枚上昇し、最大値3000枚。滞在中はSTC時に黄色のポケット入賞でもJPCに。
FIRE初期値400枚、レベルアップ毎に200枚上昇し、最大値4000枚。滞在中はSTC時に赤色のポケット入賞でもJPCに。
LEGEND初期値1000枚、レベルアップ毎に500枚上昇し、最大値10000枚。滞在中はSTC時に色付きポケット入賞でJPCに。
※なお、数値はどれも標準設定のものである。

### ZONE CHANCE
前述のボールチャンスでELEMENTに止める、あるいはスロットでELEMENT図柄が揃うと、ZONE CHANCE（ゾーンチャンス）が発生する。配当は、FIRE、THUNDER、WINDが各1枠、ICEが7枠あり（なお、課金等で変動する場合あり）、ボールチャンス同様、ステーションの右側あるいは左側にあるクルーンで抽選を行い、ポケットに落ちた時にルーレットが停止、示されたゾーンに突入する。その際、前回終了したゾーンと同じゾーンを止めた場合、終了時のレベルを引き継ぐ。ただし、LEGENDゾーンのみは特殊であり、LEGENDゾーン直後にLEGENDゾーンになってもレベル1からのスタートとなる。その一方で、LEGENDゾーン終了後は、ICE、WIND、THUNDER、FIREのいずれのゾーンに突入してもLEGENDゾーン終了時のレベルを引き継ぐ。なお、スペシャルボールはステーション右側あるいは左側のレールに保留される。

## GOAL BONUS
777以外の数字の図柄でスロットが当選した場合、画面右側あるいは左側に表示されているゴールステップが1ラインにつき1ステップ進行し、その時のスロットオッズと同等の枚数がゴールボーナスに加算される。このステップが累計8ライン分たまると、GOAL BONUS（ゴールボーナス）に挑戦できる。ステーションの右側あるいは左側にあるクルーンで抽選を行い、ポケットに落ちた時にルーレットが停止、示された配当を獲得する。
配当は、ボーナスの1倍（確率1/10）・ボーナスの0.5倍（2/5）・ボーナスの0.1倍（1/2）の3種類（なお、0.5倍、0.1倍は10枚単位切り上げ）。最高配当は120x8=960枚。
メダルの払い出しが終わった後、ノーマルボールが1つ奥に払い出される。そしてゴールステップは0に、ボーナス枚数は0枚にそれぞれリセットされる。

## SATELLITE CHALLENGE
フィールドからノーマルボールを落とすと、ステーション前方にあるサテライトで抽選が行われる、SATELLITE CHALLENGE（サテライトチャレンジ）に突入する（サテライトは4ステーション毎に1つずつ割り当たっている）。10個の穴（ポケット）がある外周にボールが投入される。

### ポケットの配当
- 消灯しているポケット : 色は変わらない。
- 赤 / 青 / 緑 / 黄 : 魔法陣で指定されている場所を当選した色に変える。ゾーン中の場合は該当するカラーが点滅しJPCポケットになる。
- 色関わらず点滅しているポケット : JACKPOT CHANCE 突入。

今作のビンゴカードは「*」のような形となっており、外周6ヶ所の色付きマスと中央のフリーマスで構成されている。
前述の結果によって魔法陣で指定された場所の色が変わり（変わらない場合もある）、同色のラインができるとビンゴ成立する。
- 3ライン : 300枚
- 2ライン : 100枚
- 1ライン : 50枚
- 0ライン : 20枚

ビンゴの払い出しが終わると、魔法陣は時計回りに一つ移動する。0ラインだった場合、時計回りに新たな魔法陣が増える。

### SPECIAL SATELLITE CHALLENGE
BALL CHANCEでSPECIAL SATTELLITE CHALLENGEが当選すると、SPECIAL SATELLITE CHALLENGE（スペシャルサテライトチャレンジ）に突入する。まずフィールドから落とされたスペシャルボールで5個の穴（ポケット）がある内周に投入され、抽選の結果に応じてJPCポケットが1~5個外周に追加される（指定される場所は消灯しているポケットに設定される）。その後、外周にボールが投入され(配当はSATELLITE CHALLENGEと同様)、ゾーンが終了する。

## JACKPOT CHANCE
各種サテライトチャレンジで「JP CHANCE」にボールが入ると、筐体中央の抽選機構で大きなボールが発射され、ボールの入賞したポケットによって様々なボーナスが得られる（配当はセンター中央に表示される）。
- GOLD JACKPOT - センター左画面に表示されたゴールドジャックポットの枚数分のメダルを獲得する。この枚数は、各プレイヤーのグランドジャックポットチャンス終了の度に25枚加算される（ただし、GOLDJP獲得時には加算されない）。初期値は500枚〜5000枚。最大貯留～9999枚（ほとんどの店舗が5000枚か9999枚に設定している）。確率1/20。
- SILVER JACKPOT - センター右画面に表示されたシルバージャックポットの枚数分のメダルを獲得する。この枚数は、各ステーションのメダルの投入によって増加する（1枚の投入につき0.03枚分増加）。初期値は500枚〜5000枚。最大貯留～9999枚（ほとんどの店舗が5000枚か9999枚に設定している）。確率1/20。
- ROULETTE - BIG ROULETTEに突入。確率0/20（ゾーン無し）~6/20(LEGEND ZONE)
- SLOT - BIG SLOTに突入。確率0/20(ICE,THANDER,LEGEND ZONE)~2/20(ゾーン無し,WIND,FIRE ZONE)
- 100 - メダル100枚払い出し。確率6/20（LEGEND ZONEでVSモードがあるとき）~12/20（LEGEND ZONE以外のゾーンでかつ、VSモードが無いとき）
- 200 - メダル200枚払い出し。確率0/20(ICE,WIND,THANDER,FIRE ZONE)~4/20（ゾーン無し、LEGEND ZONE）
- 300 - メダル300枚払い出し。確率0/20（ゾーン無し,FIRE,LEGEND ZONE）~4/20(ICE ZONE)
- VS 100 - LEGENDサテライトが2つ以上の店のみランダムで出現。VSモードが発動し、メダル100枚払い出し。確率0/20（VSモード出現無し)~2/20(VSモード出現有り）

|            | GOLD | SILVER | ROULETTE | SLOT | 100 | 200 | 300 |
| ---------- | ---- | ------ | -------- | ---- | --- | --- | --- |
| ゾーン無し | 1    | 1      | 0        | 2    | 12  | 4   | 0   |
| ICE        | 1    | 1      | 2        | 0    | 12  | 0   | 4   |
| WIND       | 1    | 1      | 2        | 2    | 12  | 0   | 2   |
| THANDER    | 1    | 1      | 4        | 0    | 12  | 0   | 2   |
| FIRE       | 1    | 1      | 4        | 2    | 12  | 0   | 0   |
| LEGEND     | 1    | 1      | 6        | 0    | 8   | 4   | 0   |

## BIG ROULETTE
JACKPOT CHANCEの「ROULETTE」に入賞すると再び筐体中央の抽選機構で大きなボールが発射され、ボールの入賞したタイミングによって様々なボーナスが得られる。
- SUPER DRAGON ROAD-SUPER DRAGON ROADに突入する。DRAGON ROADまたはSUPER DRAGON ROAD中でない場合は入賞直後にSUPER DRAGON ROADに突入し、DRAGON ROADまたはSUPER DRAGON ROAD中の場合はSUPER DRAGON ROADがストックされ、終了後に突入する。確率1/12。
- LEGEND BALL-LEGEND BALLが当選する。LEGEND BALLはELEMENTのLEGENDゾーン版であり、入賞時のゾーンが終了次第、LEGENDゾーンに突入する。入賞時のゾーンが終了していないときはLEGEND BALLとしてストックされ、ゾーン終了後にLEGEND ZONEに突入する。確率1/12。
- DIRECT 200 WIN-クレジットに直接200枚払い出し。確率1/2。
- DIRECT 300 WIN-クレジットに直接300枚払い出し。確率1/4。
- DIRECT 500 WIN-クレジットに直接500枚払い出し。確率1/12。

## BIG SLOT
JACKPOT CHANCEの「SLOT」に入賞するとJACKPOT CHANCEの機構でスロット抽選となり、揃った絵柄に応じて様々なボーナスが得られる。揃わなかった場合は100WINとなる。
- SUPER DRAGON ROAD-SUPER DRAGON ROADに突入する。DRAGON ROADまたはSUPER DRAGON ROAD中でない場合は入賞直後にSUPER DRAGON ROADに突入し、DRAGON ROADまたはSUPER DRAGON ROAD中の場合はSUPER DRAGON ROADがストックされ、終了後に突入する。
- DRAGON ROAD-DRAGON ROADに突入する。DRAGON ROADまたはSUPER DRAGON ROAD中でない場合は入賞直後にDRAGON ROADに突入し、DRAGON ROADまたはSUPER DRAGON ROAD中の場合はDRAGON ROADがストックされ、終了後に突入する。ただし、SUPER DRAGON ROADのストック保持時はSUPERの方が優先(SUPERが上位扱いの為)され、SUPER DRAGON ROADのストックを全て消化した後に突入する。
- LEGEND BALL-LEGEND BALLが当選する。LEGEND BALLはELEMENTのLEGENDゾーン版であり、入賞時のゾーンが終了次第、LEGENDゾーンに突入する。入賞時のゾーンが終了していないときはLEGEND BALLとしてストックされ、ゾーン終了後にLEGEND ZONEに突入する。
- 200 WIN-200枚払い出し。
- 300 WIN-300枚払い出し。
- 500 WIN-500枚払い出し。

## DRAGON ROADとSUPER DRAGON ROAD
DRAGON ROADには普通のDRAGON ROADとSUPER DRAGON ROADの2種類がある。前者は確変中のスロットでDRAGON ROADの図柄が揃うか、JACKPOT CHANCEでSLOTに入り、BIG SLOTでDRAGON ROADの図柄が揃うと突入する。一方後者はJACKPOT CHANCEのBIG SLOTでSUPER DRAGON ROADの図柄が揃うか、JACKPOT CHANCEでROULETTEに入り、BIG ROULETTEでSUPER DRAGON ROADの図柄で止まるか、DRAGON ROAD中にSUPER DRAGON ROADの図柄が揃うと突入する。DRAGON ROADまたはSUPER DRAGON ROAD中はスロットが通常よりも当たりやすくなり（SUPER DRAGON ROADの方が当たりやすくなる）、特にリーチアクションへと移行はしなくなるので、当たりの場合も外れの場合もスロットの結果が出るのが早くなる。また、滞在中の7図柄テンパイは通常時よりもかなり信頼度が高くなっており、滅多にテンパイしないが、テンパイすればかなりの高確率で当選するようになっている。が、ハズレてしまうこともある。DRAGON ROAD またはSUPER DRAGON ROADは、GOAL BONUSに突入するまで続き、GOAL BONUSで上述のような配当を獲得すると同時に継続か終了の抽選が行われる（DRAGON ROADは40%の確率、SUPER DRAGON ROADは70%の確率でそれぞれ継続）。継続の場合は再度GOAL BONUSに突入し終了になるまでDRAGON ROADまたはSUPER DRAGON ROADは継続し、終了の場合はそこで終了する。なお、ストックがある場合は現在消化しているDRAGON ROADが終了次第、SUPERの方から優先して順番に放出される。